# 혈액 검사

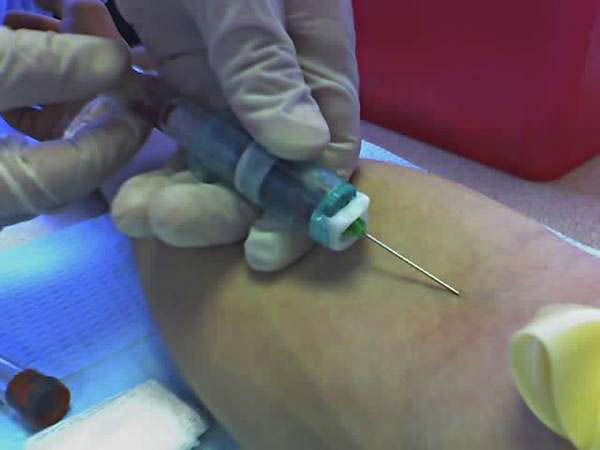
진공채혈관을 통하여 정맥에서 혈액을 채취하는 모습

혈액 검사(血液檢査, 영어: blood test)는 혈액에서 의학적 정보를 얻기 위한 검사이다. 혈액은 주로 팔에 있는 정맥이나 손가락 끝에서 바늘을 이용하여 채취한다. 특정한 혈액 구성 성분에 대한 여러 가지 검사는 하나의 무리로 묶기도 한다. 혈액 검사는 의료 행위 중 질병 유무, 무기질 영양 상태, 의약품의 효과, 장기 기능 등 생리적 및 생화학적 상태를 검사하기 위해서 사용된다. 일반적으로 임상에서 실시하는 혈액 검사는 기초적인 대사에 대한 검사와 일반 혈액 검사이다. 혈액 검사는 약물 남용이 있는지 검사하는 데에도 사용된다.

## 혈액 채취

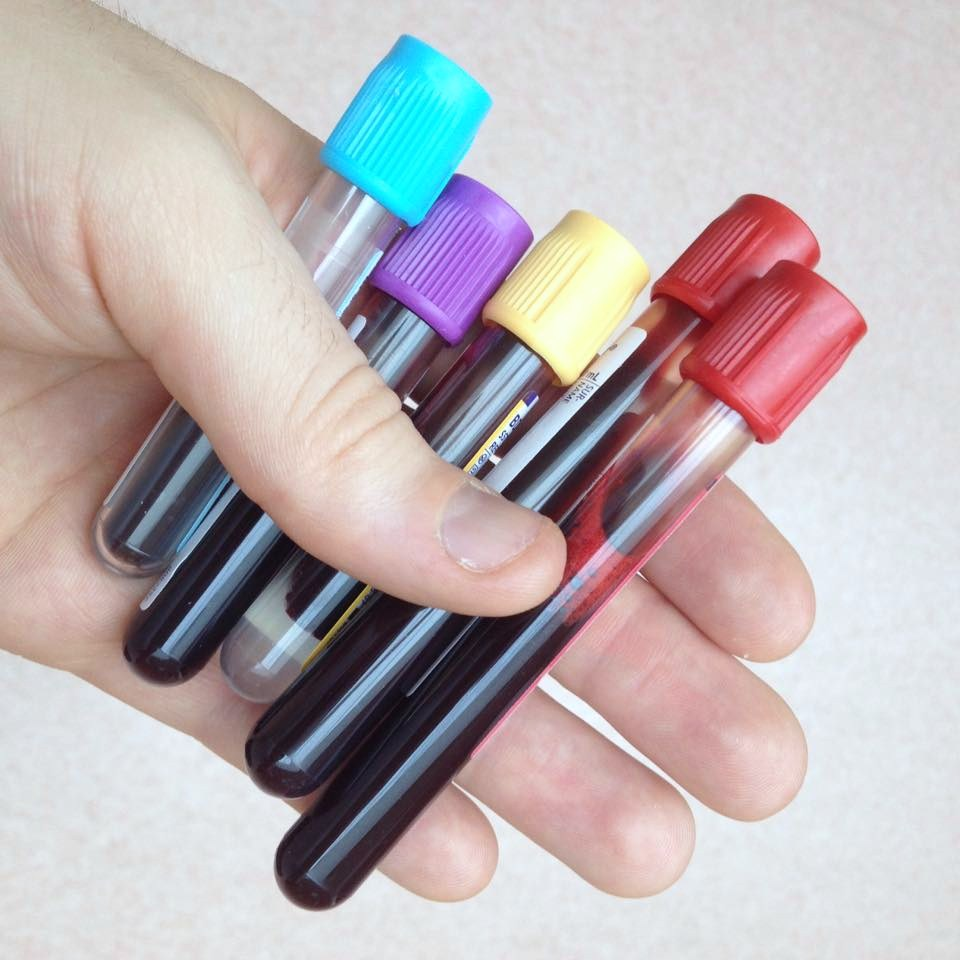
진공채혈관은 뚜껑의 색깔에 따라 관에 들어있는 항응고제 종류나 용도가 다르다.

정맥천자는 최소한의 외과적 시술만으로 체내의 세포나 세포외액(혈장)을 얻을 수 있는 유용한 방법이다. 혈액은 몸 전체를 순환하면서 산소와 영양을 공급하고 노폐물을 배설기관에 보내는 매개체이기 때문에 혈액의 상태는 의학적 상태에 영향을 주고 또 영향을 받는다. 따라서 혈액 검사는 의학 검사 중 가장 흔하게 시행된다.
혈액 검사를 위해서 혈액이 몇 방울만 필요하다면 정맥 대신 손가락 끝에서 혈액을 채취한다.
임상병리사, 채혈 전문의, 의학 검사를 수행하는 사람, 간호사가 혈액 채취를 담당한다. 특수한 경우나 응급 상황에는 의사나 응급구조사가 채취하기도 한다. 호흡요법사가 동맥혈가스분석을 위해 동맥혈을 채취하는 교육을 받기도 한다.

## 종류

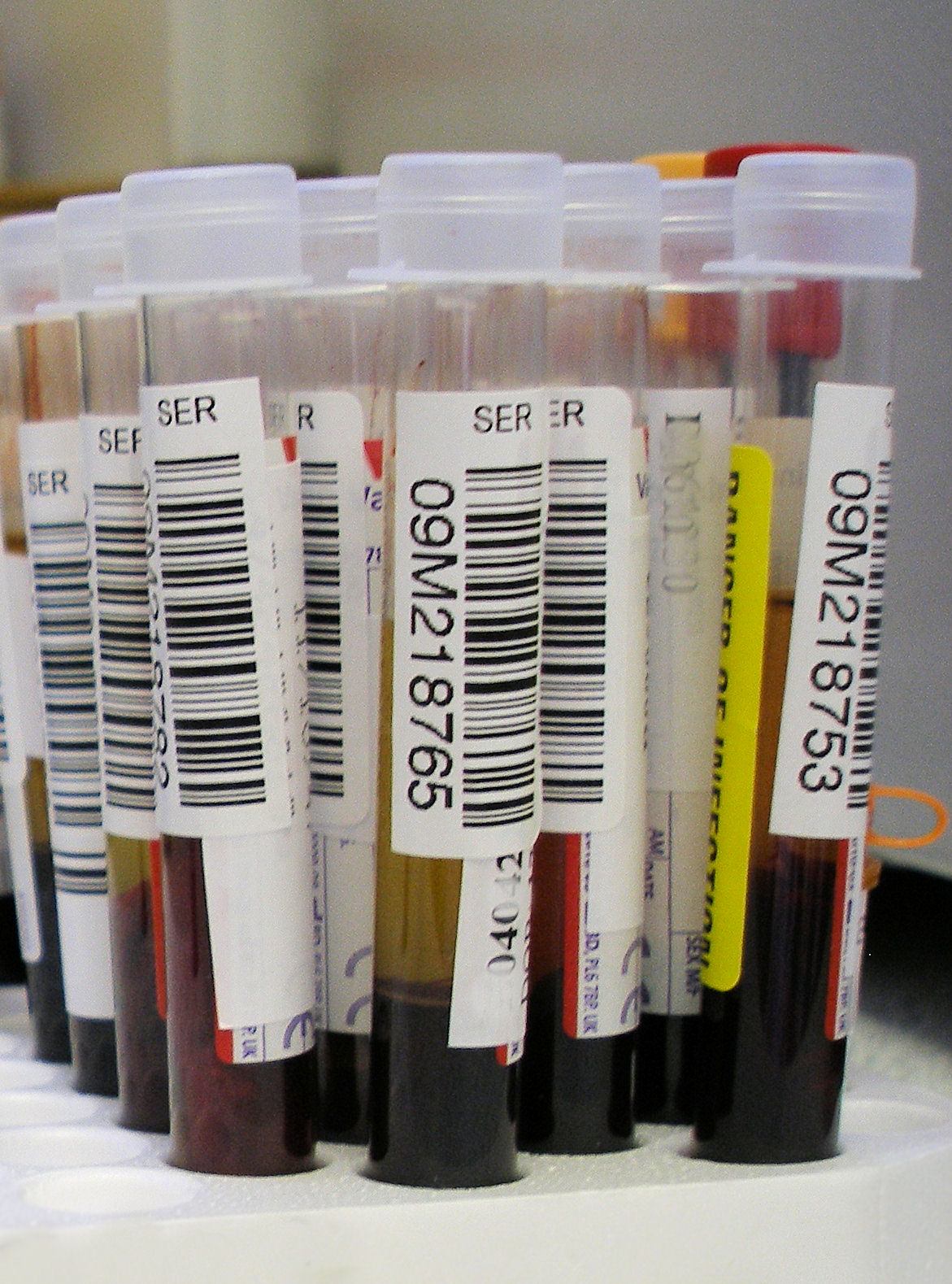
혈액 검사를 위해 채취한 사람의 혈액 표본. 바코드에 혈액을 채취한 사람을 구별할 수 있는 정보가 들어있다.

### 생화학 분석
기초대사검사(basic metaboic panel)에서는 혈액에 있는 나트륨, 칼륨, 염소, 중탄산염, 혈액요소질소(BUN), 마그네슘, 크레아티닌, 포도당, 그리고 때때로 칼슘을 포함한 항목을 검사한다. 콜레스테롤 수치 검사는 LDL 및 HDL 콜레스테롤 농도와 트리글리세라이드를 주로 검사한다.
포도당이나 지질 검사를 위한 혈액은 8-12시간 공복 상태에서 채취한다.
대부분의 혈액 검사는 정맥혈을 채취하여 검사하지만, 동맥혈가스 분석을 위해서는 동맥에서 채취한 혈액을 사용한다. 동맥혈가스 분석은 일차적으로는 폐 기능과 관련하여 산소와 이산화 탄소를 관찰하기 위해 행하고, 특정한 대사 상태에 따른 혈중 pH와 중탄산염 농도를 측정하는 데에도 쓴다.
일반적인 포도당 검사와는 달리, 당부하검사는 신체에서 포도당을 처리하는 속도를 알아보기 위하여 특정 시간마다 반복하여 검사를 한다.

#### 정상 범위
혈액 검사 결과는 검사를 한 실험실에서 제공하는 기준에 맞추어 해석해야 한다. 정상 범위의 예시는 표와 같다.
| 검사              | 에서 | 까지 | 단위   | 비고                            |
| ----------------- | ---- | ---- | ------ | ------------------------------- |
| 나트륨(Na+)       | 136  | 145  | mmol/L |                                 |
| 칼륨 (K+)         | 3.5  | 5.0  | mmol/L |                                 |
| 요소              | 2.5  | 6.4  | mmol/L | 혈액요소질소(BUN)               |
| 요소              | 15   | 40   | mg/dL  |                                 |
| 크레아티닌 - 남성 | 62   | 115  | μmol/L |                                 |
| 크레아티닌 - 여성 | 53   | 97   | μmol/L |                                 |
| 크레아티닌 - 남성 | 0.7  | 1.3  | mg/dL  |                                 |
| 크레아티닌 - 여성 | 0.6  | 1.2  | mg/dL  |                                 |
| 포도당(공복)      | 3.9  | 5.8  | mmol/L | 당화혈색소 문서를 참고하십시오. |
| 포도당(공복)      | 70   | 120  | mg/dL  |                                 |

### 분자생물학적 검사
- 단백질 전기영동
- 웨스턴 블롯(단백질)
- 간기능 검사
- 중합효소 연쇄 반응(DNA). 법과학에서 흔히 쓰이는 방법으로 다양한 질병의 진단 과정에서도 이용된다. 매우 소량의 혈액으로도 검사가 가능하다.
- 노던 블롯(RNA)
- 성병

### 세포 검사
- 일반 혈액 검사(CBC) : 혈구의 수와 부피, 구성 성분에 대한 검사
  - 적혈구용적률과 평균적혈구용적(MCV)
- 적혈구침강속도(ESR)
- 교차적합검사 : 수혈이나 장기 이식 전에 혈액형을 알아보기 위한 검사
- 혈액 배양 검사는 감염이 의심될 때 한다.

## 같이 보기
- 혈액학
- 루미놀 : 범죄현장에서 혈흔을 눈에 보이게 하기 위해 사용하는 물질
- 혈액 검사의 표준 범위(Reference ranges for blood tests)
- 소변 검사
- 호르몬
- 부신겉질